# ناحیه تیمقاد
ناحیه تیمقاد (به عربی: دائرة تیمقاد) یک ناحیه در الجزایر است که در استان باتنه واقع شده‌است.